# José Sarukhán Kermez
José Aristeo Sarukhán Kermez (Ciudad de México, 15 de julio de 1940) es un biólogo investigador que se desempeñó como rector de la Universidad Nacional Autónoma de México de 1989 a 1997.

## Primeros años
Hijo de Harutiun Sarukhanian y Ángela Kermez, emigrantes de Turquía y Armenia, que huyeron del Genocidio armenio hacia México con el propósito de llegar más tarde hacia Estados Unidos.
Realizó la licenciatura en la Facultad de Ciencias de la Universidad Nacional Autónoma de México (UNAM), donde obtuvo el título de biólogo, realizó una maestría en ciencias en el Colegio de Postgraduados de Chapingo, y un doctorado en la Universidad de Gales, en la Gran Bretaña.

## Experiencia laboral
Durante los últimos 32 años ha sido investigador, primero del Instituto de Biología de la UNAM, del que también fue director entre 1979 y 1986. Fue ganador del Premio de Investigación de la Academia Mexicana de Ciencias en 1980. El doctor Sarukhan obtuvo también el Premio Nacional de Ciencias y Artes en el área de Ciencias Físico-Matemáticas y Naturales 1990.
Ha sido Coordinador de Investigación Científica de la UNAM 1986-1988 y rector de la máxima casa de estudios por dos periodos, de 1989 a 1997, ha recibido seis doctorados honoríficos de universidades de México y otros países. En el año 2000 fue nombrado Comisionado para el Desarrollo Social y Humano en el gabinete presidencial entrante, puesto al que renunció en febrero de 2002.
El doctor José Sarukhán es miembro de El Colegio Nacional desde el 26 de julio de 1987. Su conferencia inaugural, las dimensiones biológicas: el tiempo ecológico y el evolutivo fue contestada por el doctor Adolfo Martínez Palomo. Es miembro del Consejo Consultivo de Ciencias de la Presidencia de la República. Es doctor honoris causa por la Universidad de Colima y por la Universidad La Salle de la Ciudad de México.
El Dr. José Sarukhán es Vicepresidente de Honor de la Asociación Mares de México, de la cual es presidente de honor el Dr. Mario Molina, Premio Nobel de Química en 1995.
Desde marzo de 2014, funge como presidente del Consejo Nacional de Participación Social en la Educación (CONAPASE). Su gestión terminará en marzo de 2016.

## Vida privada
En 1962 contrajo matrimonio con Adelaida Casamitjana Vives, hija de refugiados españoles de la Guerra civil. Tuvo dos hijos, Arturo y Adelaida.
Su hijo, Arturo Sarukhan, fue embajador de México ante Estados Unidos hasta el año 2013.